# Liebfrauenkirche (Sachsenheim)
Die Liebfrauenkirche war eine Klosterkirche im Strombergwald nahe dem Schlierkopf nördlich von Häfnerhaslach im heutigen Stadtgebiet von Sachsenheim im baden-württembergischen Landkreis Ludwigsburg.
Das Gotteshaus, das zum Kloster Frauenzimmern-Kirchbach gehörte, bestand bis in die Mitte des 16. Jahrhunderts. Nachdem es baufällig geworden war, gab Herzog Christoph von Württemberg die Anweisung zum Abriss, die in den Jahren 1556 und 1557 ausgeführt wurde; der Monarch wollte verhindern, dass im evangelischen Württemberg Wallfahrtsorte entstünden.
Im Jahre 2011 legten lokale Hobbyarchäologen den Grundriss des von ihnen gefundenen Bauwerks unerlaubt frei. Nach Vermessung und Dokumentierung durch Facharchäologen des Landesdenkmalamts wurde die Fundstelle wieder überdeckt.